# 穏地郡
- 令制国一覧 > 山陰道 > 隠岐国 > 穏地郡
- 日本 > 中国地方 > 島根県 > 穏地郡

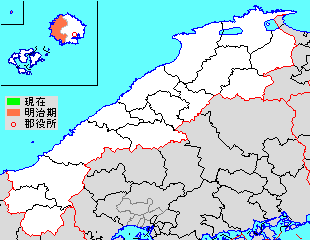
島根県穏地郡の位置

穏地郡（おちぐん）は、島根県（隠岐国）にあった郡。

## 郡域
1879年（明治12年）に行政区画として発足した当時の郡域は、隠岐郡隠岐の島町の西部（津戸、都万、那久、小路、郡、山田、伊後以西）にあたる。

## 歴史

### 古代
穏地郡は古い時代には役道郡と呼ばれていた。

#### 式内社
『延喜式』神名帳に記される郡内の式内社。
| 神名帳                     | 神名帳             | 神名帳 | 神名帳 | 比定社       | 比定社                     | 比定社     | 集成 |
| 社名                       | 読み               | 格     | 付記   | 社名         | 所在地                     | 備考       | 集成 |
| -------------------------- | ------------------ | ------ | ------ | ------------ | -------------------------- | ---------- | ---- |
| 穏地郡 3座（大2座・小1座） |                    |        |        |              |                            |            |      |
| 天健金草神社               | アマタケカナクサノ | 小     |        | 天健金草神社 | 島根県隠岐郡隠岐の島町都万 |            |      |
| 水若酢命神社               | ミツワカスノ-      | 名神大 |        | 水若酢神社   | 島根県隠岐郡隠岐の島町郡   | 隠岐国一宮 |      |
| 伊勢命神社                 | イセノ-            | 名神大 |        | 伊勢命神社   | 島根県隠岐郡隠岐の島町久見 |            |      |
| 凡例を表示                 |                    |        |        |              |                            |            |      |

### 近世以降の沿革

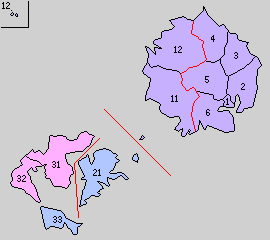
11.都万村 12.五箇村（紫：隠岐の島町 1 - 6は周吉郡 21は海士郡 31 - 33は知夫郡）

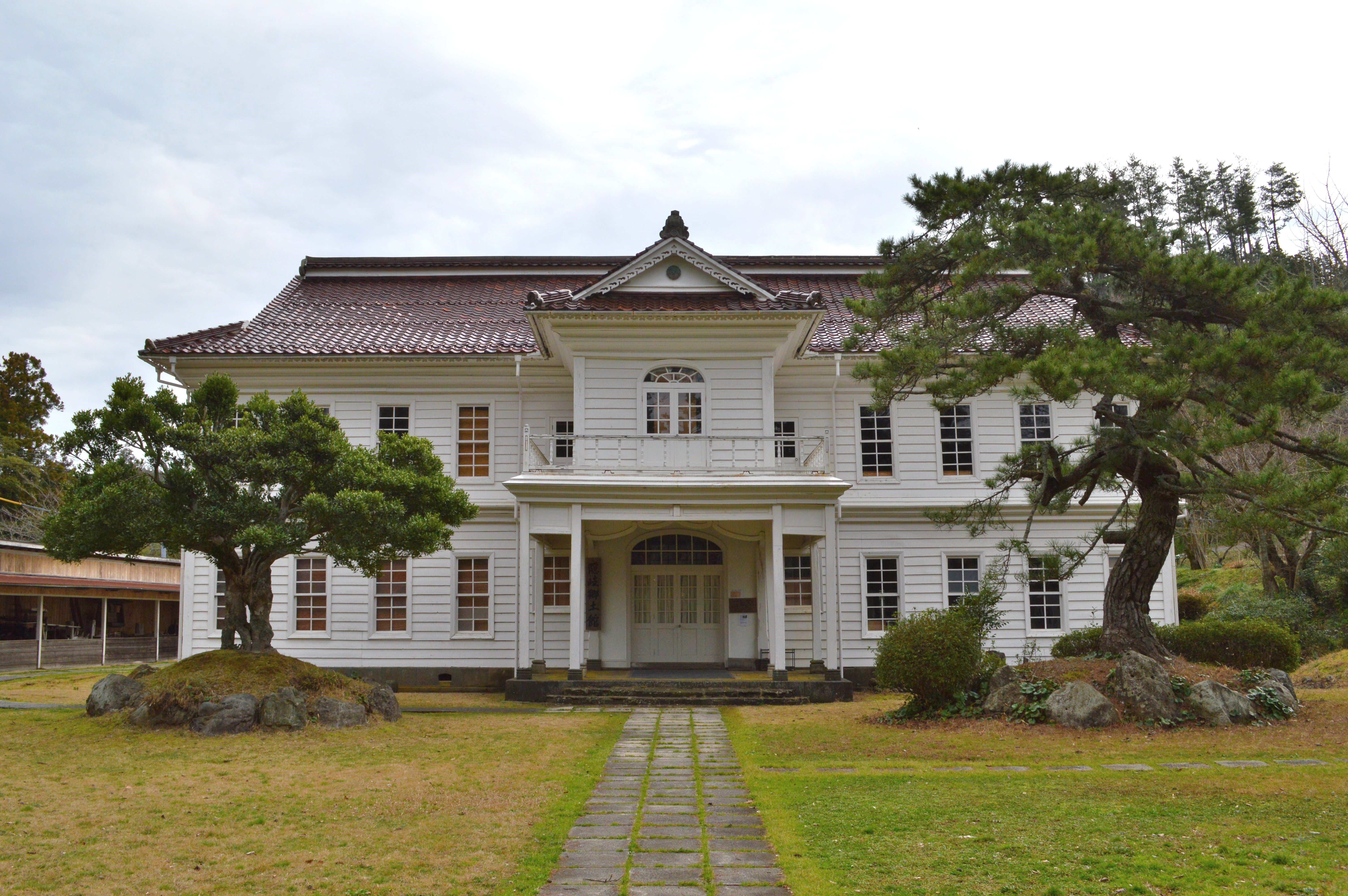
旧周吉郡・穏地郡・
海士郡・知夫郡役所1885年（明治18年）建築。現在は隠岐の島町郡に移築（隠岐郷土館）。

- 明治初年時点で、全域が幕府領（松江藩預地）であった。「旧高旧領取調帳」に記載されている村は以下の通り。（16村）

津戸村、都万村、那久村、油井村、南方村、苗代田村、那久路村、都万路村、小路村、郡村、山田村、一宮村、北方村、代村、久見村、伊後村
- 慶応4年（1868年）
  - 3月20日（1868年4月12日） - 隠岐騒動により島民自治となる。
  - 11月6日（1868年12月19日） - 鳥取藩預地となる。
- 明治2年（1869年）
  - 2月25日（1869年4月6日） - 隠岐県の管轄となる。
  - 8月2日（1869年9月7日） - 大森県の管轄となる。
- 明治4年（1871年）
  - 6月25日（1871年8月11日） - 浜田県の管轄となる。
  - 11月15日（1871年12月26日） - 第1次府県統合により島根県の管轄となる。
  - 12月20日（1872年1月29日） - 鳥取県の管轄となる。
- 明治7年（1874年） - 一宮村が郡村に、都万路村が小路村にそれぞれ合併。（14村）
- 明治9年（1876年）8月21日 - 第2次府県統合により島根県の管轄となる。
- 明治12年（1879年）1月12日 - 郡区町村編制法の島根県での施行により行政区画としての周吉郡が発足。「周吉外三郡役所」が周吉郡中町に設置され、同郡および知夫郡・海士郡とともに管轄。
- 明治21年（1888年）4月 - 隠岐島庁が周吉郡西町に設置され、「周吉外三郡役所」が廃止。以降は地域区分名称となる。
- 明治37年（1904年）5月1日 - 「島根県隠岐国ニ於ケル町村ノ制度ニ関スル件」の施行により、以下の各村が発足。全域が現・隠岐の島町。（2村）
  - 都万村 ← 津戸村、都万村、那久村、油井村、周吉郡蛸木村
  - 五箇村 ← 那久路村、小路村、郡村、山田村、北方村、南方村、苗代田村、代村、久見村
  - 伊後村が周吉郡中村の一部となる。
- 昭和14年（1939年）4月24日 - 竹島を五箇村に編入。本郡の所属となる。
- 昭和44年（1969年）4月1日 - 周吉郡・穏地郡・海士郡・知夫郡の区域をもって隠岐郡が発足。同日穏地郡消滅。